# Stefan Bogoridi

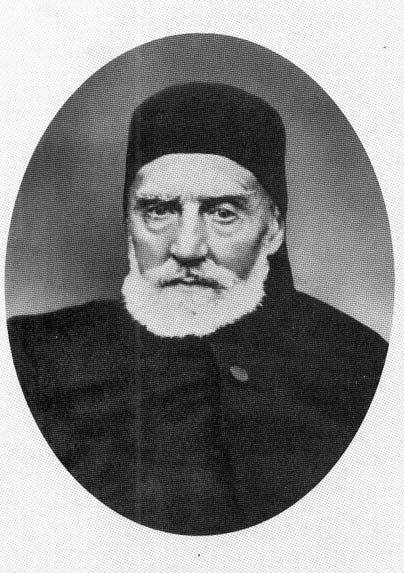
Stefan Bogoridi

Stefan Bogoridi (bulgarisch Стефан Богориди, gr. Στέφανος Βογορίδης/Stefanos Vogoridis, türk. Stefanaki Bey, rum. Ştefan Vogoride), geboren als Stojko Zonkow Stojkow (bulg. Стойко Цонков Стойков; * 1775 in Kotel, Osmanisches Reich; † 1. August 1859 in Istanbul/Zarigrad) war ein bulgarisch-osmanischer Beamter, außenpolitischer Berater von zwei Sultanen und Mitglied des Tanzimat-Rats. Er war Phanariot, bulgarischer Herkunft, ein Enkel von Sophronius von Wraza, Bruder von Atanas Bogoridi und Vater von Aleksandar und Nikola Bogoridi.

## Leben
Als kleiner Junge wurde er von seiner Familie nach Bukarest in das berühmte griechische, phanariotische Colegiul Sfântul Sava geschickt, wo er in einer hellenisierten Umgebung seinen Geburtsnamen Stojko durch Stefan ersetzte. Als Nachnamen gab er sich den Namen Bogoridi, der bereits seinen Großvater Sophronius um den Zaren Boris I. der Täufer zu ehren annahm. Nach der Beendigung des Kollegs siedelte Bogoridi in die osmanische Hauptstadt Zarigrad/Istanbul um, wo er auf Vorschlag seines Großvaters Sophronius einige Jahre als Privatlehrer für Französische Sprache bei griechischen phanariotischen Familien arbeitete, darunter die Mourousis. Bogoridi trat 1799 als Dragoman (Übersetzer) in die osmanische Marine ein, für die er an den englisch-türkischen Kämpfen gegen Napoleon in Ägypten 1799 teilnahm und dadurch das Wohlwollen des ersten Dragomanen der Hohen Pforte Scarlat Callimachi gewann.
1812 heiratete Bogoridi Ralou (oder Raluca) aus Moldau. Ihren Eltern entstammten aus zwei bedeutsamen phanariotischen Häusern Skilitza und Scanava. Als im selben Jahr Scarlat Callimachi Fürst von Moldau in Iași wurde, nahm er Stefan Bogoridi mit sich. Er vertraute ihm als Präfekten die Verwaltung der größten moldawischen Provinz mit Galați an der unteren Donau als Hauptstadt. In Galați selbst lebte eine der größten bulgarischen Exilgemeinschaften.
Mit dem Ausbruch der von der Filiki Eteria vorbereiteten Griechischen Revolution von 1821 marschierte ein griechisches Heer in den Donaufürstentümer unter Alexander Ypsilantis ein. Als jedoch die Rumänen unter Tudor Vladimirescu nicht die Osmanen, sondern die Häuser der verhassten griechischen Phanarioten angriffen, zog Bogoridi mit seiner Familie nach Nikomedia, da die osmanische Hauptstadt ebenfalls Schauplatz der Revolution war. Nachdem osmanische Truppen im Sommer des gleichen Jahres die Walachei und Moldau zurückeroberten, wurde Bogoridi zunächst vom Herbst 1821 bis zum Juli 1822 Kaymakam (eine Art Statthalter) der Walachei und danach Kaymakam des Fürstentums Moldau. Zwischen 1823 und 1825 war er erneut Dragoman in der osmanischen Flotte und nahm an mehrere Diplomatische Missionen teil. Als jedoch die Spannungen zwischen den Zarigrader Phanarioten und den osmanischen Machthabern zunahmen und es zu Christenverfolgungen kam, wurde Bogoridi 1825 nach Nikomedia für drei Jahre verbannt. Trotz der Verbannung nahm Bogoridi an mehreren diplomatischen Missionen teil. Es ist möglich, dass dabei die bulgarische Herkunft von Stefan eine Rolle spielte, denn obwohl Phanariot und verheiratet mit einer Griechin, war Stefan Bulgare und konnte sich dadurch von den aufständischen Griechen abgrenzen. So gewann Bogoridi das Vertrauen von Sultan Mahmud II. zurück.
Ende 1828 leitete Bogoridi eine wichtige diplomatische Mission in der russischen Hauptstadt Sankt Petersburg, während des Russisch-Osmanischen Krieges (1828–1829), der als Unterstützung für den Freiheitskampf der Griechen ausbrach. Als im Folgejahr die Russen ihren Befehlshaber durch den energischeren Hans Karl von Diebitsch ersetzten, der die osmanischen Kräfte bei Silistra und in Thrakien zerschlug und Ende August bei Adrianopel, rund 60 km vor der osmanischen Hauptstadt stand, wurde Bogori als Vertrauter des Sultans Mitglied der osmanischen Delegation, welche Frieden suchte. Stefan Bogodiri nahm an den darauffolgenden Verhandlungen teil, welche zum Frieden von Adrianopel führten, durch den Serbien eine weitgehende Autonomie erhielt und der Grundstein für die Unabhängigkeit der Griechen gelegt wurde. Für seine Verdienste wurde er von Sultan Mahmud II. zum außenpolitischen Berater ernannt. In den darauffolgenden 30 Jahren nahm er an allen wichtigen Entscheidungen und Verhandlungen der Hohen Pforte teil. Stefan Bogoridi war einer der Unterzeichner des Londoner Protokolls, das die Souveränität Griechenlands besiegelte. Die Verdienste Bogoridis für die griechische Unabhängigkeit wurden in den Memoiren des britischen Botschafters an der Hohen Pforte, Stratford Canning de Redcliffe festgehalten. Weiter nahm Bogoridi an Verhandlungen, die den Status der Donaufürstentümer regelten, sowie 1830 an den Verhandlungen über das russisch-osmanische Defensivbündnis, den Vertrag von Hünkâr İskelesi teil, wodurch Russland seine Armee zur Unterstützung der Osmanen gegen Muhammad Ali Pascha entsandte. 1841 war er an der Ausarbeitung der London Straits Convention beteiligt, in der die Vertragspartner festhielten, dass außer den Schiffen der osmanischen Flotte und im Kriegsfall denen der Verbündeten des Sultans keine Schiffe in die Dardanellen einlaufen dürften. Für nicht-osmanische Kriegsschiffe war die Meerenge damit gesperrt.
In dieser Zeit erhob Sultan Mahmud II. Bogoridi zum ersten Knjaz (bulgarisch княз, deutsch Fürst; türkisch Bey; gr. ηγεμόνας). Zusätzlich bekam er den Titel rütbe-i Bâlâ. 1834 wurde er vom Sultan zum Fürst, im osmanischen Sprachgebrauch Wālī (Gouverneur) der Insel Samos und des neugeschaffenen Fürstentum Samos ernannt. Bogoridi benannte die Hauptstadt der Insel Vathy in Stefanopolis (gr. Στεφανούπολις) um, besuchte jedoch die Insel nur einmal im Jahr 1839. Bis 1850 verwaltete er Samos von Istanbul aus und regierte durch Stellvertreter (Kaymakam), während seiner Regierungszeit setzte er aufeinander folgend elf an der Zahl ein, darunter zwischen 1844 und 1848 seinen persönlichen Sekretär Gawril Krastewitsch. Auf der Insel breitete sich deswegen Unmut aus. Hinzu kam die Ausbreitung von Misswirtschaft und Korruption. Um die Position von Bogoridi zu stärken, stattete 1835 der osmanischen Sultan einen Besuch in Stefans Haus in Konstantinopel ab. Seit der Eroberung von Konstantinopel 1453 war es das erste Mal, dass ein osmanischer Sultan, der gleichzeitig der Oberste Regionsführer des Reiches war, Gast in einem christlichen Haus war. Dennoch gipfelte die Unzufriedenheit der Samioten 1849 in einer Revolte gegen die Herrschaft von Bogoridi, die wiederum zu einer türkischen Militärintervention auf der Insel und der Abberufung von Stefan Bogoridi als Fürst führte. 1850 wurde er als Verwalter der Insel durch Alexandros Kallimachis ersetzt.
Unter Abdülmecid I. blieb Bogoridi nicht nur Berater, sondern auch ein enger Freud des Sultans. 1845 verlieh ihm der Sultan auch den Fürstentitel der Walachei und machte ihn gleichzeitig zum Mitglied des Tanzimat-Rats und zum faktischen Zensor der gesamten Außenpolitik des Osmanischen Reiches. Bereits mit Abdülmecids Vater Sultan Mahmud II. war Stefan befreundet, auch der Großwesir Mehmed Fuad Pascha und der Staatsmann Ali Pascha zählten zu seinen engen Freunden. Er galt als einer der einflussreichsten Reformer und beeinflusste die Umstellung des Millet-Systems, sodass es der nicht-moslemischen Bevölkerung im Osmanischen Reich mehr Rechte zusicherte. Die Anerkennung des bulgarischen Millets (Eksarhhâne-i Millet i Bulgar) im osmanischen Reich durch den Ferman zur Errichtung des Bulgarischen Exarchats aus dem Jahre 1870 erlebte jedoch Bogodiri nicht mehr.
Mit vorschreitendem Alter setzte sich Stefan Bogoridi verstärkt für die bulgarische nationale Idee ein, versuchte dabei gleichzeitig seinen Einfluss, seine Ämter und Positionen innerhalb des Osmanischen Reiches und der Phanarioten zu wahren. Dazu lebte er in einer Zeit, in der sich das Osmanischen Reich wirtschaftlich und politisch zu transformieren und reformieren suchte sowie unter enormem außenpolitischen Druck stand. So unterstützte er die griechische Schule in seiner Heimatstadt Kotel anstelle einer bulgarischen. Dennoch berichten Zeitzeugen wie die Aufklärer Konstantin Fotinow, Iwan Bogorow, Neofit Rilski oder Petko Slawejkow dass Bogoridi immer offen für die Anliegen des bulgarischen Volkes war und es dabei immer unterstützte. Stefan Bogoridi vergab auch selbst Stipendien an junge Bulgaren für deren Ausbildung in Istanbul oder im Ausland, unter anderem für Atanas Granitzki und Stefan Izvorski. Nicht selten lebten die Stipendiaten wie Gawril Krastewitsch und Georgi Rakowski während ihrer Schulzeit in der osmanischen Hauptstadt in Bogoridis Haus, wurden von ihm protegiert und in die Welt der einflussreichen phanariotischen Familien eingeführt. In diesem Zusammenhang sind die Worte von Krastewitsch aus einem Brief an seinem Freund Rajno Popowitsch überliefert:

„Богориди люби премного отечеството наше и би му сторил много добрини, ако би са не боял да не му положат някоя лоша мисъл към царството, която той е далеч да има като мъж смислен и разумен.“

„Bogoridi liebt unser Vaterland sehr und hätte ihm noch mehr Gutes getan, wenn er nicht befürchtet hätte, dass man ihm vorwerfen würde, böse Gedanken gegen sein Reich zu hegen, die er als Mann von Verstand und Vernunft keineswegs hat.“

Stefan Bogoridi selbst sagte im Bezug auf den Unabhängigkeitskampf der Bulgaren:

„Ние българите трябва да се научим да вървим полека, да не бързаме и да гледаме да прокарваме водата под сеното. .. Има работи да станат и ще станат да денети ви, които аз няма да видя.“

„Wir Bulgaren müssen lernen, langsamer zu gehen, nicht zu überstürzen und darauf zu achten, das Wasser nicht unter dem Heu zu lassen...Es gibt Dinge, die sich ereignen und solche die sich ereignen werden, die ihr, aber ich nicht mehr erleben werde.“

So unterstützte Bogoridi den Kampf für eine unabhängige bulgarische Kirche, womit er dem Beispiel seines Großvaters Sophronius von Wraza folgte. 1848 schrieb er eine Bittschrift an den Sultan, in der er um die Erlaubnis bat, eine bulgarische Kirche in Istanbul zu errichten, in der die Messe auf Bulgarisch und von bulgarischen Priestern abgehalten werden sollte. Im August 1849 bekam er eine Sondergenehmigung (İrade) vom Sultan Abdülmecid I. für den Bau einer bulgarisch-orthodoxen Kirche und eines kleinen Metochs in der osmanischen Hauptstadt und für die Abhaltung der Liturgie auf Bulgarisch statt auf Griechisch. Damit wurde der Grundstein für die späteren Anerkennung der Bulgaren in einem eigenen Millet gelegt. Durch die Abhaltung der Messe auf Bulgarisch wiederum wurde das von den griechischen Nationalisten propagandierte Konzept tres linguae sacrae im Osmanischen Reich gebrochen. Im selben Jahr stiftete er das Grundstück und drei Häuser, darunter das Gebäude der ersten bulgarischen Kirche im Stadtteil Fener in Istanbul. Die Kirche wurde am 9. Oktober 1849 zu seinen Ehren unter dem Namen Sweti Stefan eingeweiht. Sie wurde später Sitz des Bulgarischen Exarchats. 1850 setzte sich Stefan Bogoridi erfolgreich für die Freilassung von Ilarion Michajlowski ein. Und im selben Jahr wohnte Abdülmecid I. als Ehrengast der Hochzeit zwischen der Tochter Stefans, Marija, mit dem Phanarioten Ioannis Fotiadis bei.
Mit zunehmendem Alter litt Stefan Bogoridi immer mehr an Nierensteinen, und eine für Anfang 1859 in Paris geplante Operation wurde wegen seines hohen Alters von den Ärzten abgelehnt. Noch im selben Jahr verstarb Bogoridi mit 84 Jahren.

## Familie

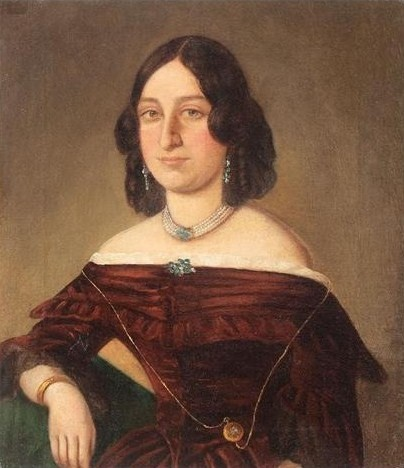
Smaragda, Tochter von Stefan Bogoridi und Ehefrau von Michael Stourdza

Stefan Bogoridi war seit 1813 mit Ralou (oder Raluca) Skilitzi/Scanavi verheiratet und hatte mit ihr vier Töchter und drei Söhne: Ana (verheiratet mit Pascha Constantin Musurus, Enkel des Gelehrten und Humanisten Marcus Musurus), Marija (verheiratet mit Ioannis Fotiadis), Smaragda (verheiratet mit dem moldauischen Fürsten und späteren Ehrenbürger von Baden-Baden, Michael Stourdza), Chariclee (oder Charikinja), Jean (oder Ivan), Nikola (Kaymakam von Moldau und verheiratet mit Ekaterina Konaki) und Aleksandar, den als Aleko Pascha bekannten Gouverneur von Ostrumelien.